# Lille Fuglede Sogn
Lille Fuglede Sogn ist eine Kirchspielsgemeinde (dän.: Sogn) auf der dänischen Insel Seeland.
Bis 1970 gehörte sie zur Harde Ars Herred im damaligen Holbæk Amt, danach zur Hvidebæk Kommune im Vestsjællands Amt, die wiederum im Zuge der Kommunalreform zum 1. Januar 2007 in der erweiterten Kalundborg Kommune in der Region Sjælland aufgegangen ist.

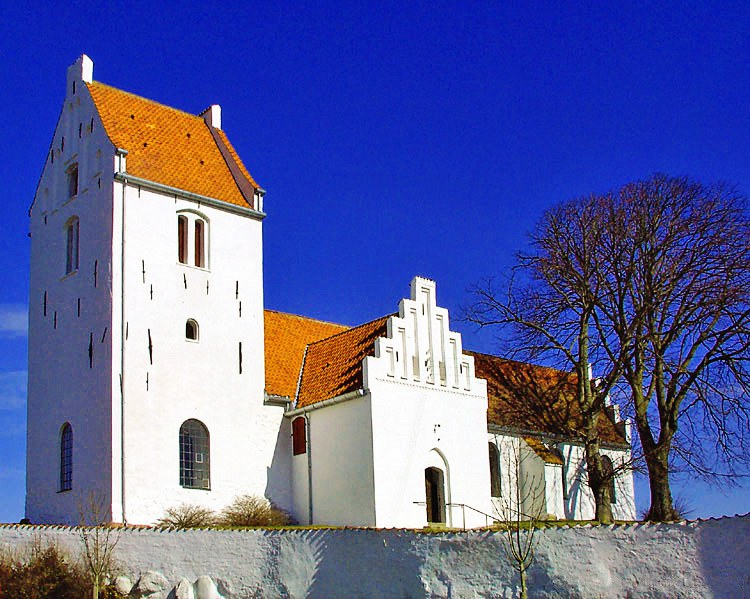
Lille Fuglede kirke

Am 1. Januar 2023 lebten 719 Einwohner im Kirchspiel, die „Lille Fuglede Kirke“ liegt auf dem Gebiet der Gemeinde.
Nachbargemeinden sind im Norden und Westen Ubby Sogn, im Osten Jorløse Sogn, sowie im Südwesten Store Fuglede Sogn. Im Südosten grenzt das Kirchspiel an den Tissø.